# Epimesosa taliana
Epimesosa taliana är en skalbaggsart som först beskrevs av Maurice Pic 1917.  Epimesosa taliana ingår i släktet Epimesosa och familjen långhorningar. Inga underarter finns listade i Catalogue of Life.